# Jan Hollander
Jan Hollander (Utrecht, 10 juli 1910 - 22 oktober 1967 ) was een Nederlands nationaalsocialistisch journalist. Hij was hoofd van de afdeling Propaganda van de NSB.
Hollander was geboortig uit streng-calvinistische ouders. Na zijn scholing vond hij werk als tekenaar op een machinefabriek. Hij vervulde zijn dienstplicht bij de genie en nadien werd hij te werk gesteld als burger-tekenaar bij hetzelfde legeronderdeel. In 1930 begon hij de opleiding tot reserve-vlieger bij de luchtmacht te Soesterberg. Deze opleiding maakte hij niet af.
In 1929 sloot hij zich aan bij de Fascistenbond 'De Bezem'. Hier begon zijn journalistieke carrière met het medewerken aan het gelijknamige blad van de beweging. Ook fungeerde hij als propagandistisch spreker voor 'De Bezem'. In 1935 meldde hij zich aan als lid van de Nationaal-Socialistische Beweging (NSB) van Anton Mussert. Hij verzorgde het propagandablad Arbeidsfront en al vrij snel na zijn aanmelding raakte hij betrokken bij het NSB-weekblad Volk en Vaderland. Als parlementair redacteur van de NSB-krant Het Nationale Dagblad raakte hij in conflict met de toenmalige Kamervoorzitter, zodat hem de toegang tot de perstribune ontzegd werd.
Al snel na de Duitse inval van 10 mei 1940 verscheen bij George Kettmanns uitgeverij De Amsterdamsche Keurkamer van zijn hand Het verraad der NSB. Hollander trachtte met dit werk tegen de heersende opinie in aan te tonen dat de leden van de NSB juist geen verraders waren. Volgens hem was de mening, dat de NSB een vijfde colonne was, het resultaat van een lastercampagne. Hij beargumenteerde dat de NSB zich altijd voor de "ware" Nederlandse volksaard had ingezet. Voor de brochure bleek dermate veel belangstelling te zijn dat het zeven drukken beleefde met een totale oplage die de 25.000 exemplaren oversteeg.
Naast zijn hoofdtaak (redactionele werkzaamheden voor Volk en Vaderland) was hij werkzaam bij de genazificeerde Nederlandsche Omroep. Hij was een vaste causeur ('Een soldaat spreekt tot de jeugd') van de Berichtendenst Nederlandsche Omroep. Zijn laatste daad in oorlogstijd was het vervaardigen op 4 mei 1945 van het allerlaatste nummer van Volk en Vaderland, waarin hij meldde dat de Führer een "heldendood" was gestorven. 
Na de oorlog werd hij tot 15 jaar gevangenisstraf veroordeeld.
 Portaal: Fascisme en nationaalsocialisme in Nederland · Fascisme · Nationaalsocialisme